# Maimounatou Bourzaka
Maimounatou Bourzaka, née le 28 août 1991 à Garoua dans le Nord du Cameroun est une journaliste, blogueuse camerounaise, promotrice de festival de cinéma.

## Biographie

### Formation
Maïmounatou Bourzaka est diplômée de la 44e promotion de l'École Supérieure des Sciences et Techniques de l'information et la communication.

### Carrière
En 2016, elle commence sa carrière comme communicatrice au sein du festival Écrans Noirs. D'abord comme stagiaire puis comme directrice de la communication digitale du festival.
Elle est la fondatrice de Cinecamer.infos, une plateforme web destinée à l’information sur le cinéma et la promotion des professionnels de ce secteur au Cameroun.
Depuis 2018, Maimounatou Bourzaka organise  Les Journées du Jeune cineaste. Un festival cinématographique qui se déroule dans le contexte de la fête de la jeunesse camerounaise et promeut les productions locales.
Maimounatou Bourzaka a été plusieurs fois membre de jurydans d'autres festivals. Elle poursuit également une carrière de journaliste à  Cameroon-Tribune au sein de la Société de Presse et d'Éditions du Cameroun (Sopecam).